# Зоряное (Хмельницкая область)
Зоряное (укр. Зоряне) — село в Виньковецком районе Хмельницкой области Украины.
Население по переписи 2001 года составляло 708 человек. Почтовый индекс — 32531. Телефонный код — 3846. Занимает площадь 1,98 км². Код КОАТУУ — 6820683701.

## Местный совет
32531, Хмельницкая обл., Виньковецкий р-н, с. Зоряное